# Jean-Baptiste Colbert

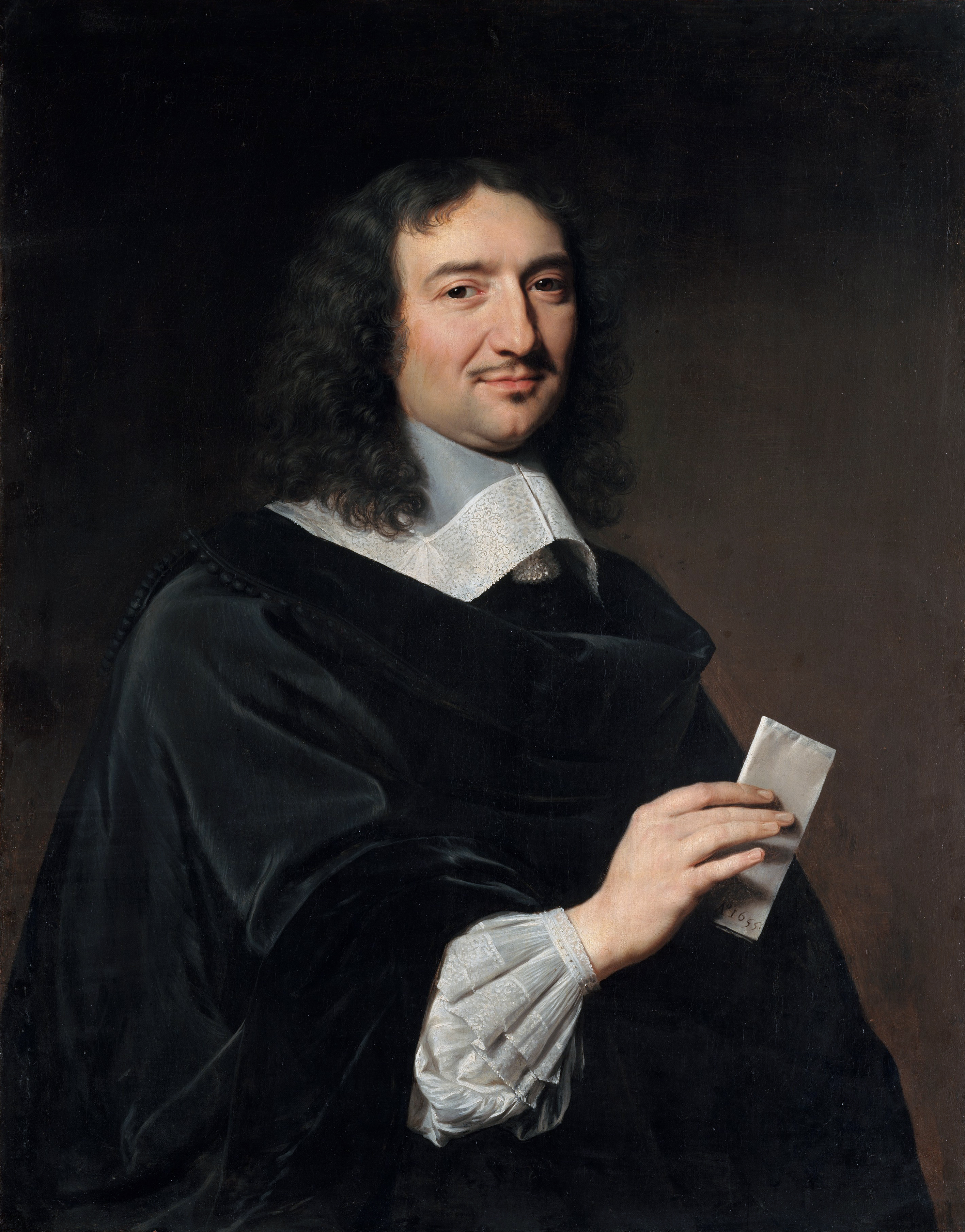
Jean-Baptiste Colbert

Jean-Baptiste Colbert, Marquis de Seignelay (* 29. August 1619 in Reims; † 6. September 1683 in Paris) war ein französischer Staatsmann und der Begründer des Merkantilismus (Colbertismus). Er kann zur vorklassischen Ökonomie gezählt werden. Unter dem „Sonnenkönig“ Ludwig XIV. war er erfolgreicher Finanzminister. Er sanierte den Staatshaushalt, um die sehr hohen Aufwendungen vor allem für den König selbst, den Hofstaat, das Militär und dessen Kriegszüge zu finanzieren. Colbert schuf die Basis der französischen Wirtschafts- und Kolonialpolitik.

## Leben
Colbert stammte aus der Reimser Tuchhändlerfamilie Colbert. Sein Vater war Nicolas Colbert, Seigneur de Vandière, und seine Mutter Mara, geborene Pussort, Seigneurs de Cernay. Die ersten finanzpolitischen Erfahrungen sammelte er unter Kardinal Jules Mazarin (1602–1661) als dessen privater Vermögensverwalter. Mazarin empfahl ihn auch König Ludwig XIV., der Colbert mit immer anspruchsvolleren finanzpolitischen Aufgaben betraute.
Mazarin starb im März 1661 und Nicolas Fouquet, der Gastgeber des berühmten Festes auf Schloss Vaux-le-Vicomte im August 1661, war für Ludwig XIV. zu mächtig geworden und wurde, organisiert von Colbert, durch d’Artagnan am 5. September 1661 verhaftet. Die Stelle des Surintendant des Finances wurde abgeschafft und Colbert Intendant des finances.

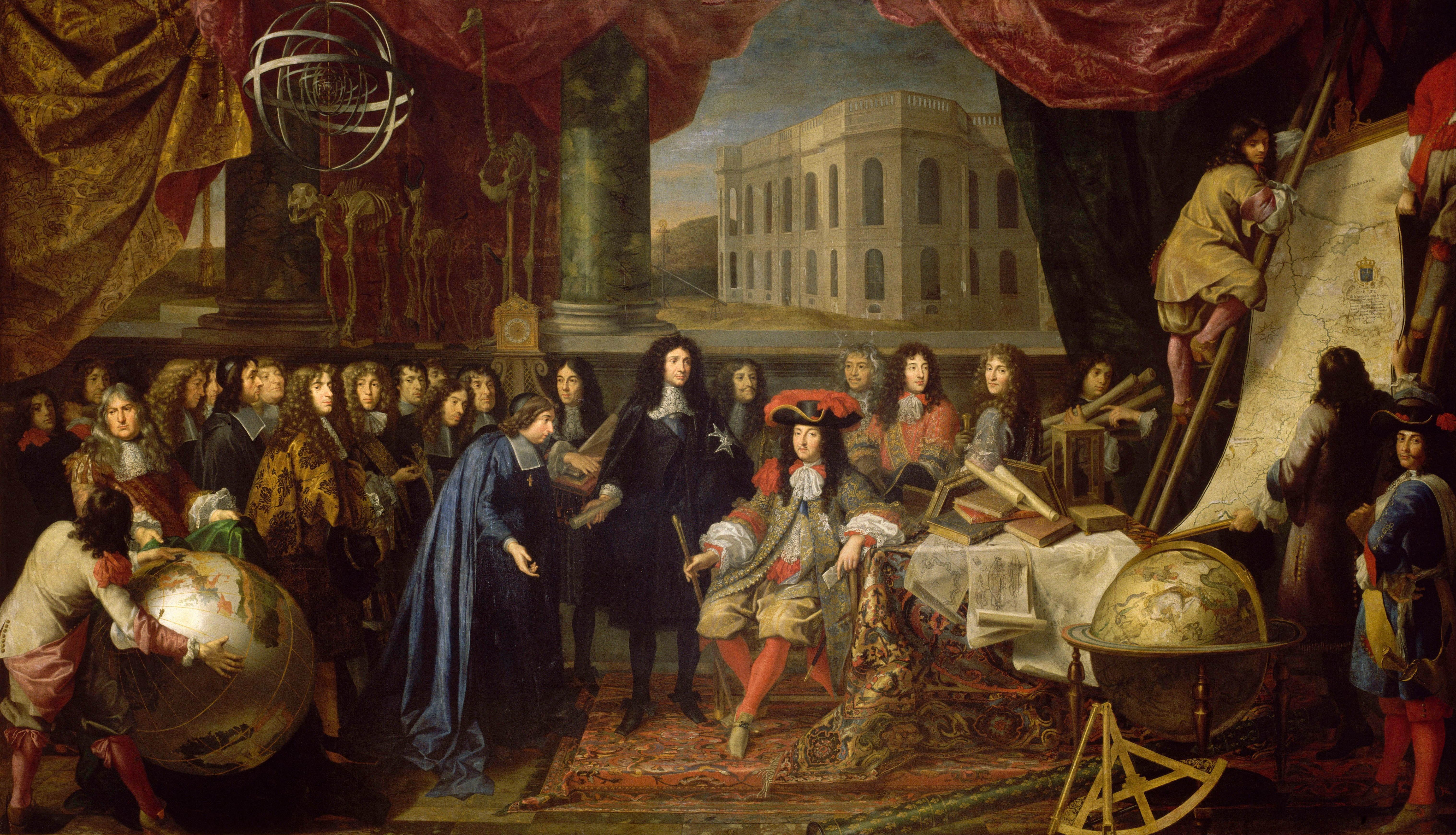
Colbert stellt Ludwig XIV. die Mitglieder der Königlichen Akademie der Wissenschaften vor (1667)

Zunehmend übernahm Jean-Baptiste Colbert die Regierung (nur der König über ihm und das Heer waren außerhalb seiner Verantwortung): „Minister“ für Bauwesen (Surintendant des Bâtiments du Roi, 1664), Finanzen, Handel, Verkehr (Contrôleur général des finances, 1665), Marine, die Kolonien (Secrétaire d’État de la Marine, 1669) und für Kunst und Wissenschaft (Staatssekretär des Königlichen Haushalts, Secrétaire d’État à la Maison du Roi, 1669).
1664 gründete er die Französische Ostindienkompanie mit Basis in Lorient und die Französische Westindienkompanie mit Le Havre als Heimathafen. Weiterhin war er an der Gründung und an der Reorganisation der Nordischen Kompanie, der Levantekompanie und der Senegalkompanie beteiligt.
1666 gründete er die naturwissenschaftliche Académie royale des sciences. Er förderte zahlreiche Wissenschaftler; der Historiker Étienne Baluze wurde sein Bibliothekar.
1674 gründete er die Caisse des Emprunts als Depositenbank; diese wurde jedoch bereits 1709 wegen Zahlungsunfähigkeit wieder geschlossen.
Die wichtigste Quelle des nationalen Reichtums sah er in einer aktiven Außenhandelsbilanz. Indem er Manufakturen förderte und gründete, versuchte er dem Land teure Importe zu ersparen. Er holte ausländische Fachkräfte ins Land, um auch die besten Erzeugnisse anderer Staaten in Frankreich herstellen zu können. Außerdem sorgte er für den Abbau von Ausfuhrzöllen und ließ die Landstraßen zu festen Chausseen ausbauen. Mit detaillierten Katalogen mit Produktionsvorschriften versuchte er, die Qualität der in Frankreich erzeugten Waren zu steigern.
Colbert befasste sich auch mit klassischer Steuerpolitik, um die Staatseinnahmen zu steigern und die geradezu chronischen Schulden des Ancien Régime zu senken. Er reformierte das staatliche Rechnungswesen und vereinfachte dadurch die Finanzverwaltung. Insgesamt verringerte er die direkten und steigerte die indirekten Steuern. Seine Erfolge auf diesem Gebiet blieben allerdings beschränkt.
Für die Verwaltung setzte er in den einzelnen Bezirken Intendanten ein. Um die Rohstoffe der Kolonien zu erschließen, ließ er die Kriegsflotte verstärken und gilt damit als eigentlicher Schöpfer der französischen Seemacht. Auch der Code Noir, eine Regelung zum Umgang mit schwarzen Sklaven, geht auf Colbert zurück.
Colberts letzte Worte waren angeblich auf Ludwig bezogen: „Hätte ich für Gott so viel getan wie für diesen Mann, so wäre ich zehnfach gerettet.“

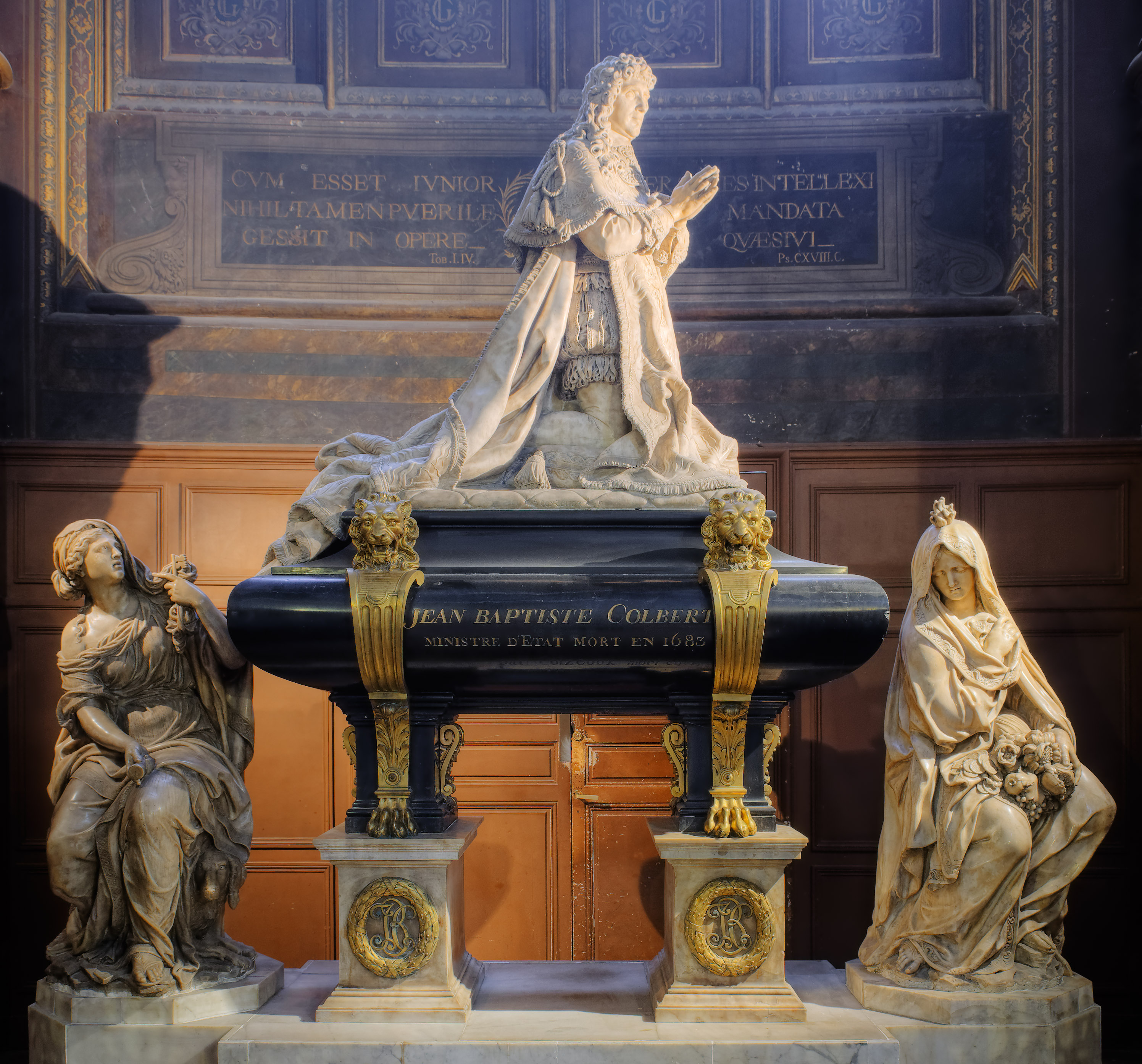
Grabmal Colberts in der Pfarrkirche Saint-Eustache in Paris

Er war mit Marie Charron de Ménars verheiratet. Sein gleichnamiger ältester Sohn folgte ihm als Staatssekretär für das königliche Haus und die Marine nach.

### Tod und Bestattung
Colbert starb am 6. September 1683 in Paris und wurde nachts in der Kirche Saint-Eustache bestattet. Die Trauerfeier in Saint-Eustache fand unter zahlreicher Teilnahme der Pariser Bevölkerung und unter dem Schutz von Militär statt. Seine Witwe beauftragte Charles Le Brun mit dem Entwurf zu einem Grabmal, das von den Bildhauern Jean-Baptiste Tuby und Antoine Coysevox ausgeführt wurde.